# Семеново (Ленінськ-Кузнецький округ)
Семе́ново (рос. Семёново) — присілок у складі Ленінськ-Кузнецького округу Кемеровської області, Росія.

## Населення
Населення — 104 особи (2010; 168 у 2002).
Національний склад (станом на 2002 рік):
- росіяни — 85 %